# Helipterum polyphyllum
Helipterum polyphyllum là một loài thực vật có hoa trong họ Cúc. Loài này được F.Muell. mô tả khoa học đầu tiên.